# 西条本町
西条本町(さいじょうほんまち)とは、広島県東広島市の町名。丁目は振られていないが、全域で住居表示が実施されている。

## 概要
JR山陽本線の西条駅およびその南側を町域とする。町内には西条酒蔵通りがあり、酒まつりで賑わうエリアの一つとなる。

## 交通

### 鉄道

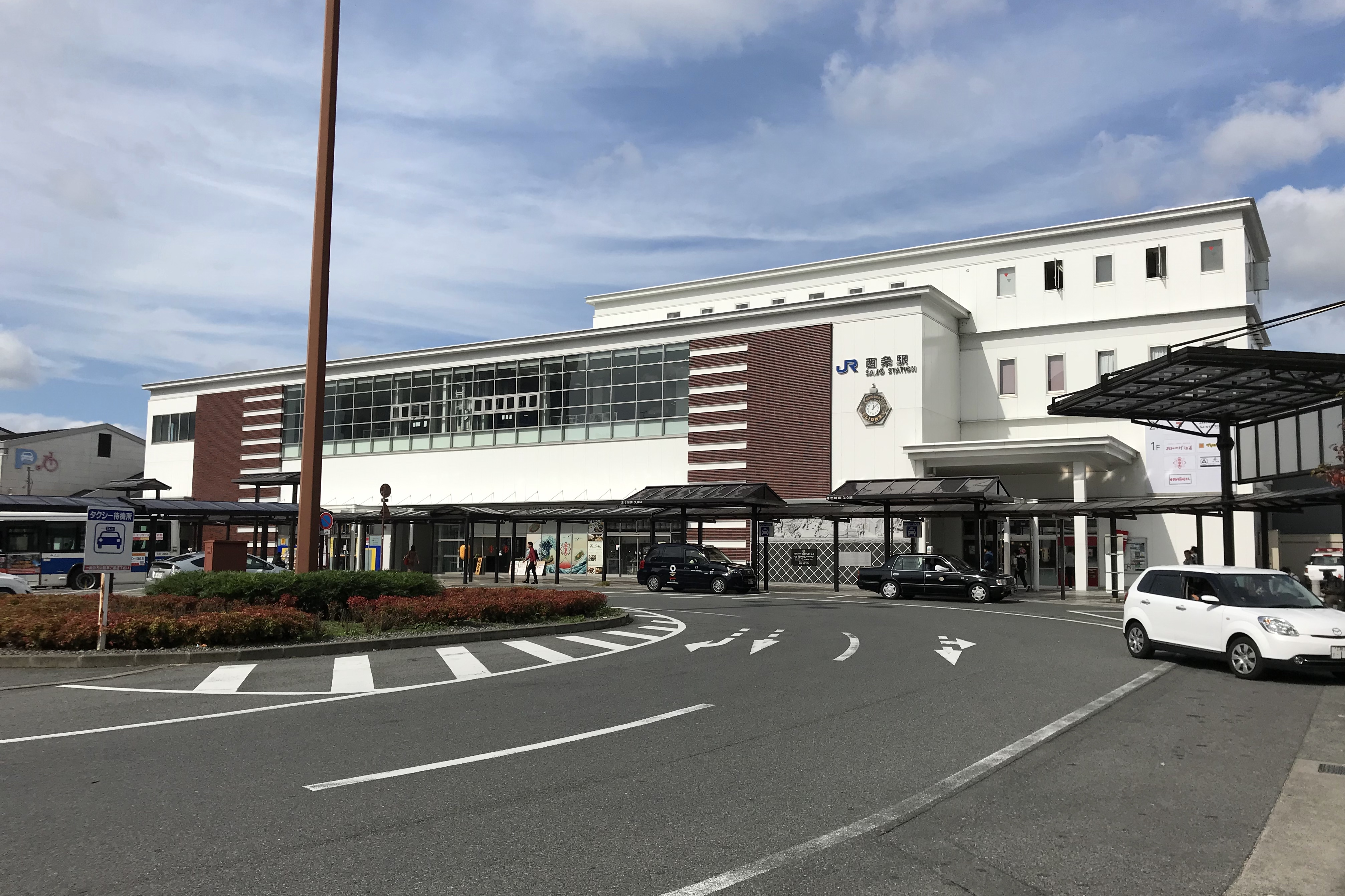
西条駅南口。ロータリーはバスターミナルとして機能している。

- JR山陽本線 - 西条駅

### バス
西条駅南口にあるロータリーから、JRバス中国、芸陽バス、ならびに東広島市のコミュニティバスのんバス が発着する。詳細は西条駅の記事のバス路線の項目を参照されたい。

### 道路
- 広島県道195号西条停車場線 - 通称ブールバール。起点が町内に所在する。
- 東広島市道西条本通線 - 西条酒蔵通りとして整備されている。

## 教育
市立小・中学校に通う場合、学区は以下のようになる。
- 小学校:西条小学校(西条中央)
- 中学校:西条中学校(西条町寺家)

## 人口
2023年10月末の世帯数・人口は258世帯、465人である。